# Asilus citus
Asilus citus là một loài ruồi trong họ Asilidae. Asilus citus được Hine miêu tả năm 1918. Loài này phân bố ở vùng Tân Bắc giới.